# Viva Macau
Viva Macau était une compagnie aérienne à bas coût qui desservait des lignes régionales et long courrier au départ de sa base de Macao. La compagnie employait du personnel de 21 nationalités différentes. Ses actionnaires principaux sont Ngan In Leng, son président, et MKW Capital, une firme d'investissement qui détient des actions dans diverses entreprises à Macao. L'entreprise a cessé ses activités en mars 2010 à la suite du retrait de sa licence par les autorités aéronautiques de Macao.

## Flotte

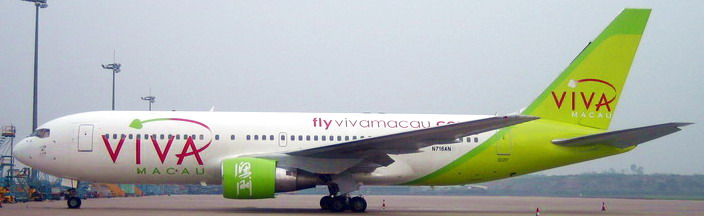
Le Boeing 767-200

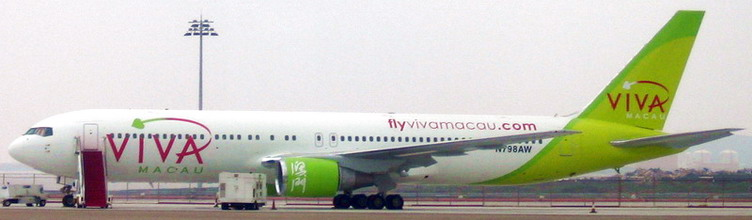
Le Boeing 767-300

Viva Macau exploitait en juin 2009 les appareils suivants :
- 1 Boeing 767-200ER (B-MAV, ex Aeroméxico )
- 1 Boeing 767-300 (B-MAW, ex PBAir )

## Destinations
Les destinations de Viva Macau sont Ho Chi Minh Ville, Jakarta, Melbourne et Sydney.  

### Asie
Asie de l'Est
- Chine
  - Macao
- Japon
  - Tokyo (Narita)
  - Okinawa

Asie du Sud-Est
- Indonésie
  - Jakarta
- Viêt Nam
  - Ho Chi Minh Ville

### Océanie
- Australie
  - Sydney (supprimé le 28 mars 2010)[1]
  - Melbourne

## Destinations suspendues
- Thaïlande
  - Phuket

- Viêt Nam
  - Hải Phòng

- Maldives
  - Malé

- Corée du Sud
  - Muan
  - Pusan